# Мала Нада
„Мала Нада” је југословенска телевизијска серија снимљена 1988. године у продукцији Телевизије Београд.

## Улоге
| Глумац                     | Улога                    |
| -------------------------- | ------------------------ |
| Милутин Бутковић           |                          |
| Богдан Јакуш               | Васпитач                 |
| Катарина Јовановић         | Нада                     |
| Петар Краљ                 | Надин отац               |
| Петар Лупа                 | Хармоникаш               |
| Ненад Ненадовић            | Ђура                     |
| Божидар Павићевић Лонга    | Председник кућног савета |
| Јелисавета Сека Саблић     | Надина мајка             |
| Властимир Ђуза Стојиљковић | Кицош, лопов             |
| Божидар Стошић             | Конобар                  |
| Растко Тадић               | Милиционер               |
| Марица Вулетић             | Мара                     |
| Миленко Заблаћански        | Миленце                  |

Комплетна ТВ екипа  ▼
| Редитељ              | Србољуб Станковић   |                   |
| Сценариста           | Александар Поповић  |                   |
| Директор фотографије | Драгољуб Ђорђевић   |                   |
| Mонтажер             | Радивоје Милојковић |                   |
| Сценограф            | Драгољуб Лазаревић  |                   |
| Уметнички директор   | Стојадин Луковић    |                   |
| Костимограф          | Лидија Станковић    |                   |
| Одсек за шминку      | Љубица Џунић        | шминкерка         |
| Помоћник режије      | Лепојка Јовановић   | помоћник редитеља |